# Hepworth (azienda)
La Hepworth fu una casa cinematografica britannica fondata nel 1898 da Cecil M. Hepworth e da suo cugino Monty Wicks: all'inizio, prese il nome di Hepworth and Co. per poi cambiarlo, in seguito, in Hepworth Manufacturing Company e, quindi, in Hepworth Picture Plays.
L'anno seguente alla sua fondazione, nel 1899, con l'acquisto di un piccolo studio a Walton-on-Thames, la Hepworth trasferì le sue produzioni di film nella cittadina del Surrey. Negli studi di Walton-on-Thames si giravano in media tre film a settimana, molti dei quali diretti dallo stesso Hepworth.

## Gli anni d'oro
Uno dei suoi più grandi successi fu nel 1904 Rescued by Rover, un cortometraggio che vedeva come protagonista un cane. Hepworth, che spesso sceneggiava, dirigeva e interpretava i suoi film (oltre a produrli), utilizzava anche la collaborazione di sua moglie che appare in molti dei suoi lavori. Per Rescued by Rover,  usa perfino Blair il cane di casa, un collie che diventa da un giorno all'altro un divo dello schermo. Il film, oltretutto, viene ricordato anche per come Hepworth utilizza il montaggio e le riprese, dando spunto a un importante sviluppo della "grammatica cinematografica".
La compagnia continuò fino agli anni venti con un discreto successo, pur se Hepworth era rimasto sempre al suo vecchio stile, ormai fuori moda. Nel 1920, una sua commedia, Alf's Button, travalicò i confini nazionali e venne distribuita anche negli USA, ottenendo un buon successo al botteghino.

## Anni bui e fallimento
Hepworth, allora, decise di ampliare gli studi impiegando il denaro guadagnato dal film, con l'illusione di poter ripetere l'exploit e di ingrandire la sua azienda. Volle comperare così un grande edificio, l'Oatlands Lodge Estate. Ma, dopo aver speso tutti i suoi soldi, non riuscì a trovare i finanziamenti necessari per proseguire nei suoi progetti di espansione. Ormai era sull'orlo del fallimento.
Nel 1923, le zoppicanti fortune della Hepworth furono affidate a Comin' Thro the Rye, remake di un film precedente che il produttore considerava la sua migliore realizzazione. Sperava che il nuovo film riuscisse a risollevare le sorti della compagnia. L'uscita nelle sale si rivelò invece un vero flop, acuendo la pessima situazione in cui versavano gli studi. Le conseguenze furono che la casa di produzione dovette, nel 1924, esser posta sotto amministrazione controllata. Venne venduta il 17 giugno 1924 per una frazione del suo valore effettivo.
Il fallimento della compagnia fece sì che, per recuperare tutto il denaro possibile, Hepworth fu costretto a fondere le pellicole in nitrato per recuperarne l'argento e tutti i suoi film sono stati considerati perduti per decenni. Tuttavia, un originale in 35 mm. di Helen of Four Gates venne ritrovato in un archivio canadese a Montreal nel 2008.
La casa produsse dal 1898, anno della sua fondazione, al 1926 – anno in cui chiuse i battenti – 922 pellicole. Dal 1900 fino al 1924, fu anche casa di distribuzione con 491 titoli in catalogo.